# Mahafalyanus clementi
Mahafalyanus clementi är en skalbaggsart som beskrevs av Marc Lacroix 1993. Mahafalyanus clementi ingår i släktet Mahafalyanus och familjen Melolonthidae. Inga underarter finns listade i Catalogue of Life.